# Рок против танков
«Рок про́тив та́нков» — известный рок-концерт, состоявшийся 22 августа 1991 года на Дворцовой площади в Ленинграде (нынешнем Санкт-Петербурге). Был запланирован как акция протеста против Августовского путча ГКЧП, но состоялся уже после того, как стало известно о поражении путчистов.
Концерт был проведён телевизионным режиссёром Андреем Базановым (руководителем компании «Сигма-видео») при поддержке мэра города Анатолия Собчака и его тогдашнего заместителя Владимира Путина. В концерте приняло участие около 20 групп и исполнителей, включая таких как «НЭП», «Н.О.М.», «Мифы», «Опасные Соседи», «Наутилус Помпилиус», «Пикник», «Трилистник», «Паутина», «Спокойной Ночи», Владимир Веселкин, Александр Ляпин и Игорь Тальков. Тальков исполнил 7 песен. Вёл концерт Григорий Баскин. По воспоминаниям лидера группы «НЭП» Сергея Паращука, количество собравшихся на концерте достигало 50 тысяч человек. Это была первая акция такого рода на Дворцовой площади.